# Clair de lune (série télévisée, 2017)
Pour les articles homonymes, voir Clair de lune (homonymie).
Clair de lune (Dolunay) est une telenovela turque en 26 épisodes de 120 minutes diffusée entre le 4 juillet 2017 et le 31 décembre 2017 sur la chaîne Star TV.
En France, le feuilleton a été remonté en 81 épisodes de 45 minutes et diffusée entre le 20 février 2025 et le 12 juin 2025 sur Novelas TV.

## Synopsis
Nazlı Pinar est une jeune femme passionnée de cuisine qui rêve d’ouvrir son propre restaurant. Pour financer ses études, elle accepte un emploi de chef privé chez Ferit Aslan, un homme d’affaires riche, séduisant mais perfectionniste et exigeant.
D’abord en désaccord en raison de leurs personnalités opposées, Nazlı et Ferit finissent par se rapprocher, surtout après un drame familial impliquant le neveu de Ferit, Bulut. Ce dernier devient un lien fort entre eux. Cependant, leur relation naissante est mise à l’épreuve par des secrets du passé, des rivalités et des intrigues familiales.
Entre amour et défis, Nazlı et Ferit doivent apprendre à surmonter les obstacles qui les séparent sous la lumière de la pleine lune, symbole de leur destinée commune.

## Distribution
- Özge Gürel (tr) : Nazmiye « Nazlı » Pinar
- Can Yaman : Ferit Kaya Aslan
- Hakan Kurtaş (tr) : Deniz Kaya
- Necip Memili (tr) : Hakan Önder
- Türkü Turan (tr) : Alya
- Öznur Serçeler (tr) : Fatoş
- İlayda Akdoğan (tr) : Asuman Pinar
- Berk Yaygın : Tarık
- Balamir Emren : Engin Aslan
- Alara Bozbey : Demet Kaya Önder
- Alihan Türkdemir : Bulut Kaya
- Yeşim Gül : Leman Aslan
- Emre Kentmenoglu : Bekir
- Özlem Türay : İkbal
- Ayumi Takano : Manami
- Gamze Aydogdu : Melis
- Minel Üstüner : Pelin
- Irmak Ünal : Zeynep Kaya Aslan
- Mert Yavuzcan : Demir Kaya

## Version française
La version française est assurée par Studio Plug-in au Maroc.
Avec les voix de Fatine Benkirane, Michael Paolinetti, Anna Fhima, Adrien Caminada, Rodolphe Abbassi, Mohamed Rachidi, Alex Pinault, Fanny Dalmau, Nicolas Reydet, Hamza Touijri, Elias Pilven, Nawal Lamrini, Nathalie Leplay, Farida Hamou, Sophie Pastrana, Saad Jawal, Dounia Elmedkouri, Frédéric Bentue et Nollane Charonnet.